# جون غوسلين
جون غوسلين (بالإنجليزية: Jon Gosselin)‏ هو مشاهير ودي جيه أمريكي، ولد في 1 أبريل 1977 في أوشكوش في الولايات المتحدة.

## وصلات خارجية
- جون غوسلين على موقع IMDb (الإنجليزية)
- جون غوسلين على موقع إن إن دي بي (الإنجليزية)
- جون غوسلين على موقع قاعدة بيانات الفيلم (الإنجليزية)